# Villagómez la Nueva
Villagómez la Nueva est une commune de la province de Valladolid dans la communauté autonome de Castille-et-León en Espagne.

## Sites et patrimoine
Les édifices et sites notables de la commune sont :
- Château de Villagómez la Nueva (es) ;
- Palais des Villagómez ;
- Église San Nicolás de Bari.